# Józef Michalik

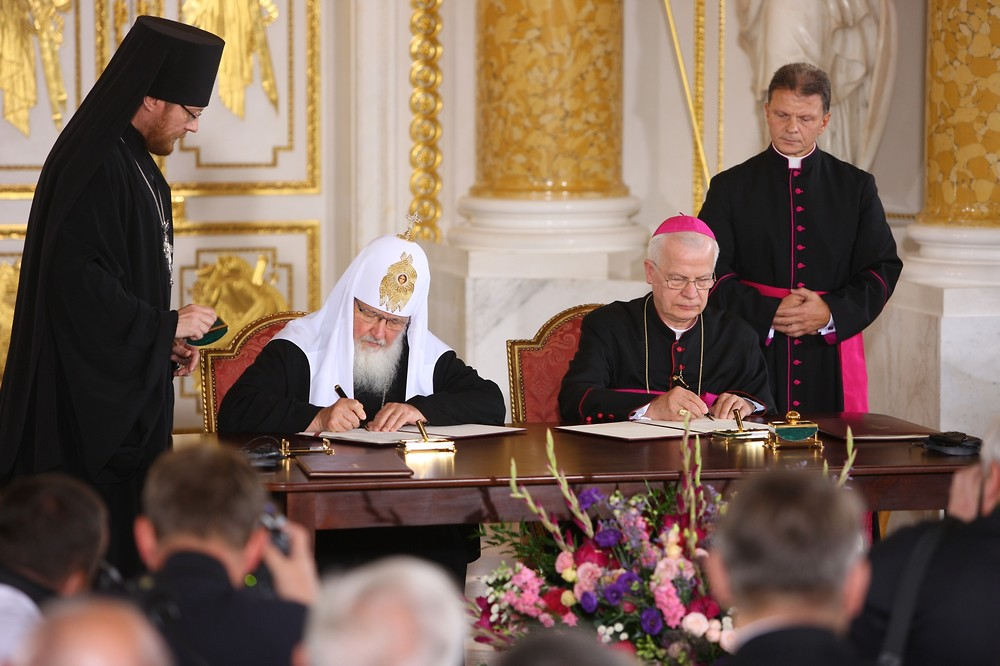
Podpisanie wraz z Cyrylem I wspólnego przesłania do narodów Polski i Rosji na Zamku Królewskim w Warszawie (2012)

Józef Michalik (ur. 20 kwietnia 1941 w Zambrowie) – polski duchowny rzymskokatolicki, biskup diecezjalny zielonogórsko-gorzowski w latach 1986–1993 (do 1992 gorzowski), arcybiskup metropolita przemyski w latach 1993–2016, wiceprzewodniczący Konferencji Episkopatu Polski w latach 1999–2004, przewodniczący Konferencji Episkopatu Polski w latach 2004–2014, wiceprzewodniczący Rady Konferencji Episkopatów Europy w latach 2011–2014, od 2016 arcybiskup senior archidiecezji przemyskiej.

## Życiorys
Urodził się 20 kwietnia 1941 w Zambrowie. W 1958 ukończył tamtejsze liceum ogólnokształcące. W latach 1958–1964 studiował w Wyższym Seminarium Duchownym w Łomży. Święceń prezbiteratu udzielił mu 23 maja 1964 biskup diecezjalny łomżyński Czesław Falkowski. W latach 1965–1969 odbył studia w zakresie teologii dogmatycznej na Akademii Teologii Katolickiej w Warszawie. Studia kontynuował w latach 1969–1972 na Papieskim Uniwersytecie Świętego Tomasza z Akwinu w Rzymie. W 1972 uzyskał doktorat.
W latach 1964–1965 był duszpasterzem w parafii w Jelonkach koło Ostrowi Mazowieckiej. W trakcie studiów w Warszawie świadczył pomoc duszpasterską w parafii Opatrzności Bożej. W 1973 po studiach w Rzymie powrócił do diecezji łomżyńskiej, gdzie został wicekanclerzem kurii biskupiej. Był także referentem ds. środków przekazu i redaktorem miesięcznika diecezjalnego „Rozporządzenia Urzędowe Łomżyńskiej Kurii Diecezjalnej”. Jednocześnie prowadził wykłady z teologii dogmatycznej i homiletyki w Wyższym Seminarium Duchownym w Łomży. Od 1978 pracował w Rzymie w Papieskiej Radzie ds. Świeckich. Jako pierwszy szef Biura ds. Młodzieży brał udział w przygotowaniach I Światowych Dni Młodzieży w Rzymie. Pracował również w Komitecie ds. Rodziny,  w trakcie przygotowań synodu o rodzinie.
Ponadto od czerwca 1978 pełnił funkcję rektora Papieskiego Kolegium Polskiego.
1 października 1986 papież Jan Paweł II prekonizował go biskupem diecezjalnym diecezji gorzowskiej. Święcenia biskupie otrzymał 16 października 1986 w bazylice św. Piotra w Rzymie. Udzielił mu ich Jan Paweł II w asyście kardynała Eduarda Francisca Pironia, przewodniczącego Papieskiej Rady ds. Świeckich, i kardynała Henryka Gulbinowicza, arcybiskupa metropolity wrocławskiego. Na swoje zawołanie biskupie przyjął słowa „Numine Tuo Domine” (Mocą Twoją Panie). Diecezję gorzowską objął kanonicznie 20 października 1986, a ingres do katedry w Gorzowie Wielkopolskim odbył 30 listopada 1986. 25 marca 1992 w wyniku reorganizacji struktur diecezjalnych w Polsce został pierwszym biskupem diecezjalnym zielonogórsko-gorzowskim. W diecezji gorzowskiej zapoczątkował Diecezjalne Dni Młodych. Utworzył Instytut Formacji Świeckich w Gorzowie Wielkopolskim oraz stowarzyszenie „Przyjaciół Paradyża”. Przygotował koronację obrazu Matki Bożej Rokitniańskiej w 1989. Utworzył także diecezjalne Radio Gorzów.
17 kwietnia 1993 Jan Paweł II mianował go arcybiskupem metropolitą przemyskim. Ingres do archikatedry przemyskiej odbył 2 maja 1993. Jako arcybiskup przemyski zainicjował Archidiecezjalne Dni Młodzieży. Założył również Radio Przemyśl. 30 kwietnia 2016 papież Franciszek przyjął jego rezygnację z obowiązków arcybiskupa metropolity przemyskiego. Do 11 maja 2016, kiedy jego następca Adam Szal kanonicznie objął urząd, pełnił funkcję administratora apostolskiego archidiecezji.
W ramach Konferencji Episkopatu Polski był w latach 1987–2004 przewodniczącym Komisji ds. Duszpasterstwa Akademickiego. Pełnił również funkcje przewodniczącego Komisji ds. Akcji Katolickiej, Komisji ds. Konstytucji Rzeczypospolitej i Rady ds. Polonii i Polaków za Granicą. Był także wiceprzewodniczącym Komisji ds. Duszpasterstwa Ogólnego oraz Komisji ds. Duszpasterstwa Świeckich. W 1999 został wiceprzewodniczącym Konferencji Episkopatu Polski. W latach 2004–2014 przez dwie kadencje pełnił funkcję przewodniczącego Konferencji Episkopatu Polski. Został referentem ds. Biskupów Emerytów.
W 2005 podpisał wspólne oświadczenie biskupów polskich i niemieckich, wydane z okazji 40. rocznicy Listu Biskupów Polskich do Biskupów Niemieckich. 19 czerwca 2005 w trakcie mszy świętej na placu Marszałka Józefa Piłsudskiego w Warszawie, kończącej III Kongres Eucharystyczny, wraz z kardynałem Lubomyrem Huzarem, zwierzchnikiem Ukraińskiej Cerkwi greckokatolickiej, odmówił modlitwę pojednania. Następnie biskupi obydwu obrządków wydali list pasterski, w którym apelowali do wiernych o wzajemne przebaczenie i pojednanie. 17 sierpnia 2012 na Zamku Królewskim w Warszawie wraz z Cyrylem I, patriarchą moskiewskim i całej Rusi, podpisał przesłanie Rosyjskiego Kościoła Prawosławnego i Kościoła katolickiego wzywające do pojednania między narodami polskim i rosyjskim. 28 czerwca 2013 w siedzibie Sekretariatu Konferencji Episkopatu Polski w Warszawie wraz ze Swiatosławem Szewczukiem, zwierzchnikiem Ukraińskiej Cerkwi greckokatolickiej, Mieczysławem Mokrzyckim, przewodniczącym Konferencji Episkopatu Rzymskokatolickiego Ukrainy, oraz Janem Martyniakiem, arcybiskupem metropolitą przemysko-warszawskim Kościoła katolickiego obrządku bizantyjsko-ukraińskiego, podpisał deklarację z apelem o pojednanie między narodami polskim i ukraińskim.
W latach 1994–2004 był przewodniczącym Komisji ds. Laikatu w Radzie Konferencji Episkopatów Europy. Jako przewodniczący Konferencji Episkopatu Polski został członkiem Rady Konferencji Episkopatów Europy, a w latach 2011–2014 pełnił funkcję wiceprzewodniczącego Rady. W 1989 został konsultorem Papieskiej Rady ds. Świeckich. W latach 1990–2008 był członkiem Kongregacji ds. Biskupów. Uczestniczył w grupie roboczej Sekretariatu Synodu Biskupów, mającej za zadanie przygotowanie Synodu Europejskiego w 1991.
Konsekrował biskupów pomocniczych przemyskich: Adama Szala (2000), Mariana Rojka (2006) i Stanisława Jamrozka (2013), a także biskupa diecezjalnego zamojsko-lubaczowskiego Wacława Depę (2006). Był współkonsekratorem podczas sakr biskupa pomocniczego zamojsko-lubaczowskiego Mariusza Leszczyńskiego (1998), biskupa pomocniczego warszawskiego Michała Janochy (2015) i biskupa pomocniczego przemyskiego Krzysztofa Chudzia (2020).

## Odznaczenia i wyróżnienia
Nadano mu honorowe obywatelstwo: Krosna (1998), Łańcuta (1999), Zambrowa (2003), Przemyśla (2007), gminy Krasiczyn (2010) oraz Jarosławia (2011). Otrzymał także odznakę honorową „Zasłużony dla Województwa Podkarpackiego” (2014).
W 2012 przyznano mu tytuł doktora honoris causa Uniwersytetu Kardynała Stefana Wyszyńskiego w Warszawie.
Otrzymał ponadto nagrodę „Bliźniemu swemu” przyznaną przez Towarzystwo św. Brata Alberta (2001), Medal Polonia Mater Nostra Est (2002), Nagrodę im. ks. bp. Romana Andrzejewskiego za rok 2013, Nagrodę Pojednania im. bł. Ks. Emiliana Kowcza (2014), medal Bene Merenti Polskiego Towarzystwa Teologicznego (2020). Telewizja Rzeszów i lokalny dziennik „Super Nowości” przyznały mu tytuł Człowieka Roku 1998 Polski Południowo-Wschodniej.
W 2007 został włączony do Konfraterni Zakonu Świętego Pawła Pierwszego Pustelnika.